# Epinephelus magniscuttis
Epinephelus magniscuttis, thường được gọi là cá mú vệt đốm, là một loài cá biển thuộc chi Epinephelus trong họ Cá mú. Loài này được mô tả lần đầu tiên vào năm 1963.

## Phân bố và môi trường sống
E. magniscuttis có phạm vi phân bố rải rác khắp Ấn Độ Dương và Tây Thái Bình Dương. Ở Ấn Độ Dương, loài này được tìm thấy dọc theo bờ biển Đông Phi, từ Nam Mozambique đến KwaZulu-Natal, Nam Phi; bao gồm các nhóm đảo Réunion, Mauritius và Comoros (nhưng không có mặt ở Madagascar); và phía đông Ấn Độ. Ở Thái Bình Dương, loài này được tìm thấy ở nhóm đảo phía bắc Philippines; đảo Timor; New Ireland (Papua New Guinea); Vanuatu Fiji và Tonga (2003); rạn san hô Myrmidon ở biển San Hô (1994) và rạn san hô Great Barrier (2013). Cá trưởng thành sống xung quanh các rạn san hô và các bãi đá ngầm ở độ sâu khoảng từ 50 đến 300 m; cá con sống ở vùng nước nông hơn.

## Mô tả
E. magniscuttis trưởng thành có chiều dài cơ thể lớn nhất ghi nhận được là 150 cm; tổng trọng lượng là 50 kg. Thân thuôn dài, hình bầu dục. Cơ thể cá trưởng thành có màu nâu nhạt với các chấm nhỏ màu nâu sẫm đến lục xám phủ khắp đầu và thân trên, và trên cả các vây (trừ thân dưới và trên vây hậu môn). Sau mắt có một hàng các chấm riêng biệt. Đuôi được bo tròn. Có 2 hàng răng ở phần giữa của hàm dưới.
Số gai ở vây lưng: 11; Số tia vây mềm ở vây lưng: 14 - 15; Số gai ở vây hậu môn: 3; Số tia vây mềm ở vây hậu môn: 8; Số gai ở vây bụng: 1; Số tia vây mềm ở vây bụng: 5.
Thức ăn của E. magniscuttis là các loài động vật giáp xác, động vật thân mềm và các loài cá nhỏ hơn. Chúng được đánh bắt trong nghề cá.